# Serguei Xílov
Serguei Vladímirovitx Xílov (en rus Сергей Владимирович Шилов) (6 de febrer de 1988) és un ciclista rus, professional des del 2009 i actualment a l'equip Lokosphinx. Combina la carretera amb el ciclisme en pista, on ha guanyat diferents medalles en campionats europeus.
El 2009 va ser suspès per donar positiu en un control antidopatge.
Pocs dies abans de començar els Jocs Olímpics de Rio, es va anunciar que l'UCI excloïa Xílov de poder participar en els Jocs, juntament amb altres ciclistes russos, degut al seu historial amb el dopatge.

## Palmarès en ruta
- 2010
  - 1r a la Volta al Bidasoa i vencedor d'una etapa
  - 1r a la Volta a Cartagena i vencedor d'una etapa
  - Vencedor d'una etapa a la Volta a Tarragona
  - Vencedor de 2 etapes a la Volta a Palència
- 2011
  - Medalla d'or a la Universiada en contrarellotge per equips
  - Vencedor d'una etapa a la Volta a Navarra
- 2012
  - Vencedor d'una etapa a la Volta a l'Alentejo
- 2013
  - Vencedor d'una etapa a la Volta a Lleó
- 2014
  - Vencedor d'una etapa a la Volta a Portugal
- 2015
  - Vencedor d'una etapa a la Volta a Castella i Lleó
  - Vencedor de 2 etapes al Trofeu Joaquim Agostinho
- 2017
  - 1r al Trofeu Matteotti
  - 1r a la Clàssica d'Ordizia
- 2020
  -  Campió de Rússia en ruta

## Palmarès en pista
- 2010
  -  Campió d'Europa sub-23 en Persecució per equips (amb Serguei Txernetski, Valeri Kaikov i Artur Ierxov)
- 2011
  - Medalla d'or a la Universiada en persecució

### Resultats a laCopa del Món
- 2015-2016
  - 1r a Cali, en Persecució per equips